# Rodrigo De Paul
Rodrigo Javier De Paul (Sarandí, Buenos Aires, 24 de mayo de 1994) es un futbolista argentino que juega de centrocampista en el Inter de Miami de la Major League Soccer. Es internacional absoluto con la selección de Argentina.
Su carrera profesional comenzó en Racing Club en el año 2013. Allí fue considerado una de las grandes promesas que había en las inferiores del predio Tita Mattiussi junto a una camada de futbolistas que lograron tener gran trayectoria, conformada por Luciano Vietto, Ricardo Centurión, Luis Fariña, Bruno Zuculini entre otros. De Paul, junto a los mencionados, fueron denominados por los medios especializados como «los cinco fantásticos».
Desde 2014, tuvo un paso por el fútbol español por dos años en el Valencia Club de Fútbol; sin embargo, en 2016 regresó a Racing Club por un préstamo para disputar la Copa Libertadores. De allí, pasó a jugar en el fútbol italiano, en el Udinese Calcio. En 2021, fue transferido al Atlético de Madrid, en donde estaba un antiguo conocido de la Academia, Diego Simeone.

## Biografía
Rodrigo De Paul nació el 24 de mayo de 1994 en la localidad de Sarandí, ubicada en el partido-municipio de Avellaneda, en el Gran Buenos Aires. Cursó sus estudios secundarios en el colegio Nuestra Señora de Loreto de esa localidad. Su interés por el fútbol comenzó cuando tan solo tenía 3 años. Comenzó jugando en la posición de guardameta en Deportivo Belgrano, jugando con niños que eran más grandes a su categoría; sin embargo, con el transcurso del tiempo se fue trasladando a la posición de mediocampista. Es un reconocido admirador de los futbolistas Juan Román Riquelme y Lionel Messi, llegando a compartir el plantel de la selección argentina con este último en años posteriores.
En 2002, con 8 años, se unió a la configuración juvenil de Racing Club, institución con la cual se lo ha enlazado toda su carrera y él mismo se ha declarado hincha en numerosas oportunidades. Incluso llegó a rechazar una propuesta de Independiente, clásico rival de Racing, por su fanatismo a la Academia. Su esfuerzo y perseverancia lo llevaron a llegar a las divisiones inferiores del club y debutar profesionalmente en 2013. Posteriormente, lograría tener un paso por diferentes clubes de Europa, hasta llegar a la selección argentina en donde ganaría, entre otros títulos, la Copa Mundial de la FIFA.
Entre 2009 y 2021 mantuvo una relación con la modelo Camila Homs, con quien es padre de dos hijos: Francesca, nacida en 2019, y Bautista, nacido en 2021.

## Trayectoria

### Racing Club de Avellaneda
Debutó con el primer equipo de Racing Club en un partido amistoso de verano contra River Plate, en el que Racing se impuso por 2 a 1 y se consagró campeón de la Copa Centenario Liga Marplatense de Fútbol 2013. Debutó oficialmente por la primera fecha del Torneo Final 2013, cuando ingresó en reemplazo de Diego Villar en la derrota por 3 a 0 ante Atlético de Rafaela. Anotó su primer gol como profesional en la fecha 5 del mismo torneo, en la victoria por 3 a 0 contra San Martín de San Juan. El segundo gol lo anotó ante San Lorenzo luego de un gran pase de Mauro Camoranesi, en la victoria de Racing por 4 a 1. Luego de ese partido, mediante murmullos de la hinchada de Racing Club, surgió su apodo de «Pollo», por el cariño que los hinchas le tenían antes de su debut en primera.
Para el Torneo Inicial 2013 comenzó a usar la camiseta número 10 después de consultarlo con sus compañeros y el DT. Debuta por copas internacionales el 14 de agosto de 2013 en la Copa Sudamericana 2013 frente a Lanús en la derrota por 2-1. Por la tercera fecha del campeonato, marca su tercer gol en Primera, hace el gol del descuento en la derrota de Racing Club por 3-1 frente a Tigre.

### Valencia

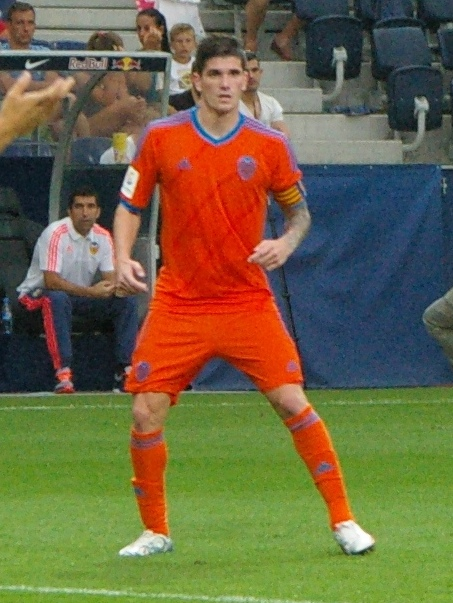
De Paul con el Valencia en 2015.

El 9 de mayo de 2014 se cerró su traspaso al Valencia C. F. de la liga española por 4,7 millones de euros, con el derecho de un 10% de un posible futuro traspaso para Racing y con una opción preferencial sobre el futbolista Luciano Vietto, contratación a la que finalmente el club no puede hacer frente y el jugador terminó fichando por el Villarreal C. F. En su presentación en el club "Ché" para jugar la temporada 2014-15 se designó que la camiseta que portaría sería con el dorsal número 20, firmaría su contrato que lo uniría con el club 5 años, en el club tendría 4 compatriotas Pablo Piatti, Bruno Zuculini, Nicolás Otamendi y Lucas Orban.
El 23 de agosto de 2014 debutó en la primera jornada de la Liga contra el Sevilla F. C. en el estadio Ramón Sánchez Pizjuán, ingresando en reemplazo de Paco Alcácer a los 22 minutos del segundo tiempo, y lo expulsaron al minuto por golpear con el codo a un rival que intentaba quitarle el balón y causarle una herida leve en un pómulo. Duró 62 segundos en la cancha y batió un récord porque se convirtió en el debutante en ser expulsado más rápidamente en la historia de la liga española. Además el Comité de Competición de la RFEF lo sancionó con 4 partidos sin poder jugar al considerar la acción como violenta, algo que indignó considerablemente al club y cortó la esperada progresión del jugador en el equipo.
Le costó a Rodrigo De Paul volver a entrar en el equipo del técnico Nuno Espírito Santo, pero finalmente volvió a las convocatorias y a disfrutar de minutos, hasta que empezó a maravillar a la afición valencianista. El 4 de diciembre de 2014, tras buenas actuaciones ingresando desde el banco en la liga, tuvo su oportunidad como titular en el encuentro de ida de la eliminatoria de los dieciseisavos de final de la Copa del Rey contra el Rayo Vallecano en Vallecas. El equipo no hizo un buen encuentro y comenzó perdiendo, pero logró remontar para terminar venciendo 1-2 gracias al primer gol oficial de Rodrigo De Paul con el Valencia C. F., tras recibir un pase que lo dejó mano a mano con el arquero y remató con la derecha desde el lado derecho del interior del área por bajo, junto al palo izquierdo, le dio la victoria en los últimos minutos del partido.
Su segunda temporada empezó con la salida del equipo de su gran amigo Otamendi. Ya había salido antes Zuculini, con quienes formó una divertida banda en el club valencianista, que terminó logrando el objetivo de clasificar para la Liga de Campeones de la UEFA, pero no obstante su papel en el equipo de Nuno Espírito Santo empezó a ser cada vez más secundario. Solo participó en 4 de las 13 primeras jornadas de Liga y se barajaba la posibilidad de que tanto él como su compañero y amigo Álvaro Negredo y otros hubiesen sido extraoficialmente apartados del equipo por el técnico portugués. Con el nuevo técnico, Gary Neville, tuvo más oportunidades pero el rendimiento del equipo no mejoró, por lo que el club buscó algunos cambios en el mercado de invierno y le ofreció al jugador la opción de salir. Se le ofreció seguir en la liga española pero él optó por un regreso a Racing Club.

### Regreso a Racing Club
El 4 de febrero de 2016 se oficializó el regreso del jugador al club que lo vio nacer: Racing Club. Luego de la insistencia del jugador, mediante un contrato a préstamo hasta el mes de junio. Debutó el 8 de febrero contra Atlético Tucumán y anotó su primer y único gol el 24 de febrero contra Bolívar en la Copa Libertadores tras una gran asistencia de Lisandro López. Con el paso de las semanas cada vez fue contando menos para el técnico Facundo Sava y finalmente participó únicamente en 15 encuentros (11 en liga y 3 de Copa Libertadores). Prometiendo regresar más adelante en el partido despedida de Diego Milito jugado el 12 de noviembre.

### Udinese Calcio
Regresó a Valencia a las órdenes del técnico Pako Ayestarán pero finalmente no contó para el técnico ni para el director deportivo Jesús García Pitarch, por tanto fue traspasado el 20 de julio de 2016 al Udinese Calcio de la Serie A de Italia firmando un contrato de cinco temporadas hasta 2021 a cambio de 3,5 millones de euros para el Valencia, más 1,5 millones en variables y un porcentaje de una futura venta. En su etapa en el club anotó 34 goles en los 184 partidos que disputó.

### Atlético de Madrid
El 12 de julio de 2021, días después de ganar la Copa América, regresó al fútbol español tras ser traspasado al Club Atlético de Madrid, equipo con el que firmó para las siguientes cinco temporadas, en 4 años Rodrigo cambio su estilo de juego adaptado al estilo del Cholo Simeone mas a un sistema que valora la intensidad, el sacrificio y el equilibrio, durante su etapa colchonera hizo 14 goles y  también 26 asistencias.

### Inter de Miami
Tras varias semanas de negociación, el 25 de julio de 2025 se oficializa su llegada al Inter Miami a cambio de 15 millones de euros, sellando un vínculo hasta 2029.
Hizo su debut el 30 de julio, durante la primera fecha de la Leagues Cup 2025, enfrentando al Atlas en el primer partido de la fase de grupos con una victoria 2-1, en el siguiente partido, contra Necaxa, asistió por por primera vez al hacerlo por duplicado en un empate 2-2 en  el que posteriormente ganarían por penales, con Rodrigo convirtiendo el suyo, en el tercer partido marcaria su primer gol, contra Pumas.

## Selección nacional

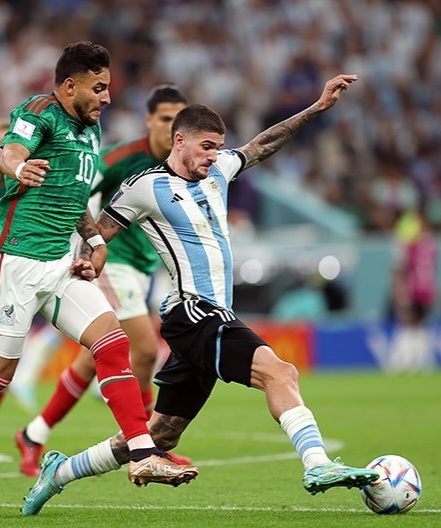
De Paul con la selección Argentina disputando un encuentro frente a México en la Copa Mundial de Futbol de 2022.

De Paul recibió su primera convocatoria a la selección argentina para la doble fecha FIFA de octubre de 2018, en el marco de una renovación del plantel encabezada por el entrenador (entonces interino), Lionel Scaloni. Allí realizó su debut vistiendo la casaca albiceleste en lo que fue la victoria por 4-0 ante Irak el 11 de ese mes. Posteriormente fue citado en noviembre para disputar dos partidos amistosos ante México. En marzo de 2019 fue llamado para jugar otros dos encuentros, en esta ocasión ante Venezuela y Marruecos. El 15 de mayo fue incluido en la lista de 40 preconvocados para la Copa América 2019. El 21 de mayo se confirmó su presencia en la competición continental, habiendo logrado pasar el corte de 23 jugadores.

### Participaciones en Copas del Mundo
| Copa              | Sede  | Resultado | Partidos | Goles | Asist. |
| ----------------- | ----- | --------- | -------- | ----- | ------ |
| Copa Mundial 2022 | Catar | Campeón   | 7        | 0     | 0      |

### Participaciones en Copas América
| Copa              | Sede           | Resultado    | Partidos | Goles | Asist. |
| ----------------- | -------------- | ------------ | -------- | ----- | ------ |
| Copa América 2019 | Brasil         | Tercer lugar | 6        | 0     | 1      |
| Copa América 2021 | Brasil         | Campeón      | 6        | 1     | 1      |
| Copa América 2024 | Estados Unidos | Campeón      | 5        | 0     | 1      |

### Participaciones en Copa de Campeones Conmebol-UEFA
| Copa                                 | Sede    | Resultado | Partidos | Goles | Asist. |
| ------------------------------------ | ------- | --------- | -------- | ----- | ------ |
| Copa de Campeones Conmebol-UEFA 2022 | Londres | Campeón   | 1        | 0     | 0      |

## Estadísticas

### Clubes
Actualizado al último partido disputado el 6 de agosto de 2025.
| Racing Club Argentina       | 1.ª           | 2012-13       | 19  | 2  | 3  | 1  | 0 | 0 | 2  | 0 | 1 | 22  | 2  | 4  | 0.09 |
| Racing Club Argentina       | 1.ª           | 2013-14       | 35  | 4  | 4  | 0  | 0 | 0 | —  | — | — | 35  | 4  | 4  | 0.11 |
| Valencia C. F. · España     | 1.ª           | 2014-15       | 25  | 1  | 4  | 4  | 1 | 0 | —  | — | — | 29  | 2  | 4  | 0.07 |
| Valencia C. F. · España     | 1.ª           | 2015-16       | 9   | 0  | 0  | 3  | 0 | 0 | 3  | 0 | 0 | 15  | 0  | 0  | 0.00 |
| Valencia C. F. · España     | Total club    | Total club    | 34  | 1  | 4  | 7  | 1 | 0 | 3  | 0 | 0 | 44  | 2  | 4  | 0.05 |
| Racing Club Argentina       | 1.ª           | 2015-16       | 11  | 0  | 1  | 1  | 0 | 0 | 3  | 1 | 0 | 15  | 1  | 1  | 0.07 |
| Racing Club Argentina       | Total club    | Total club    | 65  | 6  | 8  | 2  | 0 | 0 | 5  | 1 | 1 | 72  | 7  | 9  | 0.1  |
| Udinese Calcio · Italia     | 1.ª           | 2016-17       | 34  | 4  | 2  | 1  | 1 | 1 | —  | — | — | 35  | 5  | 3  | 0.14 |
| Udinese Calcio · Italia     | 1.ª           | 2017-18       | 37  | 4  | 7  | 2  | 0 | 0 | —  | — | — | 39  | 4  | 7  | 0.1  |
| Udinese Calcio · Italia     | 1.ª           | 2018-19       | 36  | 9  | 9  | 1  | 0 | 0 | —  | — | — | 37  | 9  | 9  | 0.24 |
| Udinese Calcio · Italia     | 1.ª           | 2019-20       | 34  | 7  | 6  | 1  | 0 | 0 | —  | — | — | 35  | 7  | 6  | 0.2  |
| Udinese Calcio · Italia     | 1.ª           | 2020-21       | 36  | 9  | 11 | 2  | 0 | 0 | —  | — | — | 38  | 9  | 11 | 0.24 |
| Udinese Calcio · Italia     | Total club    | Total club    | 177 | 33 | 35 | 7  | 1 | 1 | 0  | 0 | 0 | 184 | 34 | 36 | 0.18 |
| Atlético de Madrid · España | 1.ª           | 2021-22       | 36  | 3  | 2  | 3  | 0 | 0 | 9  | 1 | 0 | 48  | 4  | 2  | 0.08 |
| Atlético de Madrid · España | 1.ª           | 2022-23       | 30  | 2  | 8  | 3  | 0 | 1 | 5  | 1 | 0 | 38  | 3  | 9  | 0.08 |
| Atlético de Madrid · España | 1.ª           | 2023-24       | 34  | 3  | 5  | 6  | 0 | 1 | 8  | 1 | 0 | 48  | 4  | 6  | 0.08 |
| Atlético de Madrid · España | 1.ª           | 2024-25       | 34  | 3  | 5  | 6  | 0 | 3 | 13 | 0 | 1 | 53  | 3  | 9  | 0.06 |
| Atlético de Madrid · España | Total club    | Total club    | 134 | 11 | 20 | 18 | 0 | 5 | 35 | 3 | 1 | 187 | 14 | 26 | 0.07 |
| Inter Miami Estados Unidos  | 1.ª           | 2025          | 0   | 0  | 0  | 0  | 0 | 0 | 3  | 1 | 2 | 3   | 1  | 2  | 0.33 |
| Inter Miami Estados Unidos  | Total club    | Total club    | 0   | 0  | 0  | 0  | 0 | 0 | 3  | 1 | 2 | 3   | 1  | 2  | 0.33 |
| Total carrera               | Total carrera | Total carrera | 410 | 51 | 66 | 34 | 2 | 6 | 45 | 5 | 4 | 489 | 58 | 77 | 0.12 |

### Selección nacional
Actualizado al último partido disputado el 14 de julio de 2024.
| Selección          | Año   | Amistoso | Amistoso | Amistoso | Sudamérica | Sudamérica | Sudamérica | Mundial | Mundial | Mundial | Finalissima | Finalissima | Finalissima | Total | Total | Total  |
| Selección          | Año   | Part.    | Goles    | Asist.   | Part.      | Goles      | Asist.     | Part.   | Goles   | Asist.  | Part.       | Goles       | Asist.      | Part. | Goles | Asist. |
| ------------------ | ----- | -------- | -------- | -------- | ---------- | ---------- | ---------- | ------- | ------- | ------- | ----------- | ----------- | ----------- | ----- | ----- | ------ |
| Absoluta Argentina | 2018  | 3        | 0        | 0        | —          | —          | —          | —       | —       | —       | —           | —           | —           | 3     | 0     | 0      |
| Absoluta Argentina | 2019  | 8        | 0        | 1        | 6          | 0          | 0          | —       | —       | —       | —           | —           | —           | 14    | 0     | 1      |
| Absoluta Argentina | 2020  | 0        | 0        | 0        | 4          | 0          | 0          | —       | —       | —       | —           | —           | —           | 4     | 0     | 0      |
| Absoluta Argentina | 2021  | 0        | 0        | 0        | 15         | 2          | 3          | —       | —       | —       | —           | —           | —           | 15    | 2     | 3      |
| Absoluta Argentina | 2022  | 4        | 0        | 1        | 3          | 0          | 2          | 7       | 0       | 0       | 1           | 0           | 0           | 15    | 0     | 3      |
| Absoluta Argentina | 2023  | 3        | 0        | 1        | 6          | 0          | 1          | —       | —       | —       | —           | —           | —           | 9     | 0     | 2      |
| Absoluta Argentina | 2024  | 4        | 0        | 1        | 5          | 0          | 1          | —       | —       | —       | —           | —           | —           | 9     | 0     | 2      |
| Total              | Total | 22       | 0        | 4        | 39         | 2          | 7          | 7       | 0       | 0       | 1           | 0           | 0           | 69    | 2     | 11     |

#### Goles internacionales
| # | Fecha                 | Lugar                                             | Rival   | Gol | Resultado | Competición                                          |
| - | --------------------- | ------------------------------------------------- | ------- | --- | --------- | ---------------------------------------------------- |
| 1 | 3 de julio de 2021    | Estadio Olímpico Pedro Ludovico Teixeira, Goiânia | Ecuador | 1-0 | 3-0       | Copa América 2021                                    |
| 2 | 10 de octubre de 2021 | Estadio Monumental, Buenos Aires                  | Uruguay | 2-0 | 3-0       | Clasificación para la Copa Mundial de Fútbol de 2022 |

## Palmarés

### Campeonatos internacionales
| Campeonato                      | Equipo                 | Sede           | Año  |
| ------------------------------- | ---------------------- | -------------- | ---- |
| Copa América                    | Selección de Argentina | Brasil         | 2021 |
| Copa de Campeones Conmebol-UEFA | Selección de Argentina | Londres        | 2022 |
| Copa Mundial de la FIFA         | Selección de Argentina | Catar          | 2022 |
| Copa América                    | Selección de Argentina | Estados Unidos | 2024 |

### Distinciones individuales
| Distinción                                                      | Año       |
| --------------------------------------------------------------- | --------- |
| Equipo ideal de la Copa América                                 | 2021      |
| Equipo ideal de la CONMEBOL - IFFHS                             | 2021 2022 |
| Parte de los 100 mejores jugadores del mundo según The Guardian | 2021,2022 |
| Mejor jugador del mes de enero del Atlético de Madrid           | 2024      |
| Equipo ideal de la Copa América                                 | 2024      |
| Mejor jugador del mes de diciembre del Atlético de Madrid       | 2024      |
| Mejor jugador del mes de enero del Atlético de Madrid           | 2025      |